# Övre-Kråkvattentjärnen
Övre-Kråkvattentjärnen är en sjö i Strömsunds kommun i Ångermanland och ingår i Ångermanälvens huvudavrinningsområde.